# 揖保川郵便局
揖保川郵便局（いぼがわゆうびんきょく）は、兵庫県たつの市にある郵便局。民営化前の分類では無集配特定郵便局であった。

## 概要
かつては集配郵便局であったが、民営化前に集配業務を龍野郵便局に移管し無集配郵便局となった。

## 沿革
- 1872年8月8日（明治5年7月5日） - 正條（しょうじょう）郵便取扱所として開設。
- 1875年（明治8年）1月 - 正條郵便局に改称。
- 1971年（昭和46年）12月13日 - 揖保川郵便局に改称[1]
- 2007年（平成19年）2月5日 - 龍野郵便局へ集配業務を移管、無集配局となる。郵便番号を671-1699から671-1621に変更
- 2007年（平成19年）10月1日 - 民営化
- 2012年（平成24年）10月1日 - 日本郵便株式会社発足

## 取扱内容
- 郵便、印紙、ゆうパック、内容証明
- 貯金、為替、振替、振込、国際送金、国債
- 生命保険、バイク自賠責保険
- 地方公共団体事務（兵庫県住宅再建共済基金利用申込取次事務）
- ゆうちょ銀行ATM

## 周辺
- 揖保川
- たつの市立揖保川中学校